# Villers-sous-Chalamont
 Villers-sous-Chalamont  es una comuna francesa situada en el departamento de Doubs, en la región Borgoña-Franco Condado.

## Demografía
| 374 | 320 | 247 | 233 | 239 | 250 | 300 |
| Para los censos de 1962 a 1999 la población legal corresponde a la población sin duplicidades (Fuente: INSEE [Consultar]) |     |     |     |     |     |     |